# Amour de poche
Pour plus de détails, voir Fiche technique et Distribution.
Amour de poche est un film français réalisé par Pierre Kast, d'après la nouvelle Diminishing Draft de Waldemar Kaempffert, et sorti en 1957.
Le film suit un biologiste qui trouve un procédé pour réduire et conserver la matière par pétrification, ce qui lui permet de transformer la jeune fille qu’il aime en statuette de poche.

## Synopsis
Professeur de biologie dans une université de province, Jérôme Nordmann (Jean Marais) poursuit, depuis trois ans dans son laboratoire, des études sur la conservation de la vie par « pétrification » c’est-à-dire en changeant en pierre les êtres vivants. Avec le N.734, un liquide de sa fabrication, il espère trouver le moyen d’arrêter et de reprendre la vie. Mais les fourmis qu’il arrose de N. 734 disparaissent sans laisser de traces.
En plus de son  travail de chercheur, Nordmann donne des cours de chimie à l’Université. Une de ses étudiantes, la ravissante et avenante Simone Landry, dite Monette (Agnès Laurent), est amoureuse de lui. Pour se rapprocher, elle s'impose comme son assistante, se révélant aussi compétente que passionnée.
Mais Jérôme est fiancé à la redoutable et ambitieuse Édith Guérin (Geneviève Page) qui souhaiterait le voir abandonner ses recherches pour monter à Paris et signer un contrat en qualité de conseiller du fabricant de Juva-Cola, une célèbre boisson gazeuse.
Jérôme est très réticent face à cette proposition, d’autant plus qu’un jour, son chien, ayant lapé une dose du liquide N.734, renversée accidentellement, se trouve miniaturisé en statue de pierre. La joie jette Monette dans les bras de Jérôme et réciproquement. Mais à l’euphorie succède l'angoisse : comment ressusciter rats, lapins et autres animaux tous pétrifiés comme le chien ?
D’échec en échec, Monette fond en larmes ; elle se frotte les yeux après avoir touché par hasard une solution où baignent les fourmis réduites et invisibles : voici que ces dernières réapparaissent à la vie et à la bonne taille : l'eau salée est donc la solution miracle!
Mais la jalouse Édith, se doutant que les relations entre Jérôme et son assistante ne sont pas que professionnelles, menace d’entrer de force dans le laboratoire afin de les surprendre en flagrant délit. Pour éviter le scandale, Monette avale une gorgée de N.734 et se trouve aussitôt miniaturisée en un amour de petite statuette toute nue que Jérôme peut glisser dans sa poche. Pour lui redonner sa taille normale rien de plus simple qu’un plongeon dans la toute proche Méditerranée ! 
Mais Édith, qui ne cesse de les poursuivre, finit par découvrir le secret et s'empare de la statuette, tout en ignorant le processus de la réanimation. La disparition de Monette inquiète ses amis et la police, avertie, inculpe Jérôme d’enlèvement voire d’assassinat.
Ayant tout intérêt à faire disculper son fiancé, Édith réussit à le faire libérer tout en lui imposant un véritable chantage : ou bien il accepte de la suivre aux États-Unis pour se marier et rencontrer les dirigeants de Juva-Cola ou bien s’il refuse, elle jettera la statuette à la mer. Soulagé à l’idée de retrouver sa dulcinée, Jérôme feint d’accepter le diktat et le jour du départ, il refuse de la suivre et la pousse à accomplir son geste fatal. Édith hésite et finalement par maladresse laisse tomber du haut de la passerelle du paquebot la statuette dans la mer. Monette revient instantanément à la vie. Jérôme plonge aussitôt pour la recueillir et les deux amants partent à la nage, libres et enlacés, pour accomplir leurs folles amours démoniaques.

## Fiche technique
- Titre : Amour de poche, également distribué sous le titre Un Amour de poche
- Réalisation :	Pierre Kast
- Scénario : France Roche d’après une nouvelle de Waldemar Kaempffert, Diminishing Draft
- Dialogues : France Roche
- Musique : Georges Delerue, Alain Goraguer, Marc Lanjean
- Assistants-réalisation : Bernard Toublanc-Michel, Noël Burch
- Photographie : Ghislain Cloquet
- Cadreur : Guy Suzuki
- Son : Jean-Désiré Bertrand
- Montage : Monique Isnardon, Robert Isnardon
- Photographe de plateau : Jean Schmitt
- Décors : Sydney Bettex, Daniel Villerois
- Costumes : Virginie (robes d'Agnès Laurent)
- Maquilleurs : Alexandre Marcus, Blanche Picot et Maud Bégon
- Script : Claude Levillain
- Affiche : Clément Hurel
- Pays de production :  France
- Production : Gilbert de Goldschmidt, Alain Poiré, René Thévenet
- Sociétés de production : Contact Organisation, Madeleine Films (Paris), SNEG (Société Nouvelle des Établissements Gaumont, Paris)
- Société de distribution : Gaumont
- Tournage :
  - Période : du 3 juin 1957 au 20 juillet 1957
  - Intérieurs : Studios de Saint-Maurice (Val-de-Marne)
  - Extérieurs : Martigues (Bouches-du-Rhône)
- Format : couleur — 35 mm — son monophonique
- Genre : film fantastique, comédie
- Durée : 88 minutes
- Date de sortie : France - 6 novembre 1957

## Distribution
- Jean Marais : Jérôme Nordman
- Geneviève Page : Édith Guérin
- Jean-Claude Brialy : Jean-Loup
- Agnès Laurent : Monette Landry
- Alexandre Astruc : 1er employé des objets trouvés
- Christian-Jaque : 2e employé
- Léo Joannon : 3e employé
- Jean-Pierre Melville : le commissaire
- Hubert Deschamps : l'inspecteur
- Boris Vian : le gérant des bains
- Alex Joffé : le vendeur d’articles de camping
- France Roche : Anne-Lise
- Michel André : le secrétaire au commissariat
- Yves Barsacq : l’étudiant
- Alfred Pasquali : Bataillon
- Jacques Hilling : le professeur
- Amédée : Maubru
- Victor Vicas : le secrétaire de mairie
- Jean-Paul Moulinot
- Robert Blome
- Alix Mahieux
- Régine Lovi : Brigitte
- Joëlle Janin : Solange
- Paulette Arnoux

## Thème et contexte
Il s'agit du premier long métrage réalisé par Pierre Kast, jusque-là journaliste aux Cahiers du cinéma, scénariste et assistant metteur en scène notamment de Jean Grémillon  et de Jean Renoir, et auteur de nombreux courts métrages.
C'est France Roche, scénariste du film, qui fait venir Jean Marais pour tenir le premier rôle du film.
La figuration est largement constituée d'amis de Pierre Kast, dont quelques cinéastes comme Alexandre Astruc et Jean-Pierre Melville aux côtés du vétéran Christian-Jaque. En prime, un petit souffle jazzy et irrévérencieux grâce à l’avant-garde musicale estampillée Saint-Germain-des-Prés avec le compositeur Alain Goraguer à la partition et son complice de l’époque, le trublion Boris Vian qui fait une apparition caméo en  gérant des "Bains du bison" (allusion à son pseudonyme de Bison Ravi, anagramme de Boris Vian). Jean-Claude Brialy, simple figurant dans quelques films auparavant, trouve dans ce film son premier rôle au cinéma.

## Accueil critique
Dave Sindelar juge ainsi le film : « C'est une vraie comédie. Le procédé est assez amusant et je l'ai apprécié tout à fait, bien que cela devienne un peu trop évident par moments. La réalisation me semble bonne et efficace d'après ce que j'ai pu juger de la version doublée. Somme toute, c'est assez inoffensif, mais le film a vraiment ses charmes. ».
Jean Tulard écrit dans son Guide des films en 1990 : « Pierre Kast était un bon connaisseur de la littérature de science-fiction, un bon auteur lui-même, mais hélas pas un bon réalisateur dans ce domaine. Son film n’en est pas moins sympathique. »
Jean Marais n'a pas aimé le travail de Kast, au point de refuser de participer à la promotion du film : « Tu veux que j'en dise du mal ! »  dit-il à son amie Franche Roche, essayant de le faire changer d'avis. Les relations entre Kast et Marais sont assez tendues sur le plateau. C'est la seule fois qu'il critique un metteur en scène : « Pourtant, le scénario était bon, mais pas le réalisateur. On m'avait dit qu'il était un génie. Pendant le film, je me disais qu'il n'était pas bon. Je ne suis pas allé voir le film dans les salles. Mais je ne me suis pas disputé avec lui. Je lui avais pourtant donné des idées qu'il trouvait formidables, mais en définitive, Kast n'en a utilisé aucune ... » . 
Dans sa biographie de Jean Marais, Gilles Durieux estime que « Parallèlement au film que Jack Arnold tournait aux États-Unis à peu près au même moment – le célèbre L’Homme qui rétrécit  -, Amour de poche développait, lui aussi, une histoire de nanisme obtenu grâce à un chimiste surdoué, en l’occurrence Jean Marais, alias le professeur Nordman. Mais il s’agissait-là moins d’effets spéciaux, argument premier du film d’Arnold, que d’un conte souriant cultivant le clin d’œil. En effet, le professeur exerçait surtout sa fabuleuse découverte pour cacher à sa fiancée une jeune assistante devenue sa maîtresse. Cette dernière, « pétrifiée » par son amant chimiste et réduite ainsi à la taille d’une Lilliputienne, pouvait facilement se réfugier dans l’une de ses poches et échapper aux investigations de celle qui prétendait toujours devenir la seule épouse du professeur. ».
Dans le numéro de la revue des Cahiers du cinéma consacré en 2008 consacrée aux films de science-fiction, Michel Chion cite deux films réalisés en 1957, L'Homme qui rétrécit de Jack Arnold et Amour de poche de Kast.

## Autour du film
Avec ce film, Ghislain Cloquet accéda pour la première fois à la direction de la photo. Remarqué pour son travail par Jacques Becker, celui-ci lui confia la direction de la photo de son film Le Trou (1960).
Dans le générique du film, il est indiqué : « Film tourné à Franstudio - Laboratoire GTC Joinville » ; certaines scènes ont été tournées sur le paquebot Foch de la Compagnie de Navigation Fraissinet et Cyprien Fabre, ainsi qu'au Musée Lapidaire de Marseille.